# Coquillettomyia regionalis
Coquillettomyia regionalis är en tvåvingeart som beskrevs av Boris Mamaev 1998. Coquillettomyia regionalis ingår i släktet Coquillettomyia och familjen gallmyggor. Inga underarter finns listade i Catalogue of Life.